# Furlan
Furlan je priimek v Sloveniji, ki ga je po podatkih Statističnega urada Republike Slovenije na dan 1. januarja 2010 uporabljalo 1.648 oseb in je med vsemi priimki po pogostosti uporabe uvrščen na 61. mesto.

## Znani slovenski nosilci priimka
- Aleksander Furlan - Šandrin (1934—2020), ljudski pesnik, pevec, pisec in družbeni delavec iz Barkovelj
- Alfonz (Frančišek) Furlan (1856—1932), frančiškan, zgodovinar, arhivar in nabožni pisec
- Alfred Furlan, vojak
- Alja Furlan, mladinska pisateljica
- Aljoša Furlan (1926—1963), novinar
- Ana Marija Furlan (*1931), glasbena pedagoginja (učiteljica klavirja), kulturna delavka v Novi Gorici
- Andrea (Andrej) Furlan (*1966), fotograf, grafični oblikovalec
- Andreja (Špela) Furlan, svetovalka /PR-ovka Milana Kučana
- Andrej Furlan (1870—1951), rimokatoliški duhovnik
- Anton (Nino) Furlan (1890—?), novinar, politični organizator
- Arne Furlan Štular, plavalec
- Barbara Furlan, arhitektka
- Boris Furlan (1894—1957), pravnik, univ. profesor, teoretik, politični obsojenec
- Boris Furlan - "Primitivc" , koprski kulturni aktivist
- Borut Furlan (*1959), fotograf in potapljač
- Borut Furlan (1921—1973), pravnik, spec. sodne medicine
- Branimir Furlan (*1963), brigadir SV, veteran vojne za Slovenijo
- Danilo Furlan (1913—2003), geograf, klimatolog
- Drago Furlan - Oran (1922—1945), domobranski častnik
- Dušan Furlan (1913—1989), politik in novinar
- Dušan Furlan (1929—2007), telovadec, olimpijec
- Cvetka Furlan (rojena Mihelj) (*1923), ljudska pesnica iz Brij na Vipavskem
- Eva Furlan, novinarka
- Gal Furlan (*1990), tolkalist
- Harij Furlan (*1965), pravnik, državni tožilec
- Irena Furlan (*1963), biologinja (ZOO Ljubljana)
- Ivan Furlan (1862—1955), kapelnik, kamnosek
- Jakob Furlan (1860—1952), učitelj, metodik
- Jana Furlan Hrabar (*1931), zdravnica pnevmologinja, alergologinja, prof. MF
- Janez Furlan (1924—2016), agronom
- Janko Furlan (1888—1967), učitelj, publicist in gospodarski organizator
- Jona Furlan, kolesar
- Jože Furlan (1904—1986), varilski strokovnjak, izumitelj
- Jože Furlan (1934—2020), elektrotehnik, univerzitetni profesor
- Matija Furlan, čebelar v 18. stoletju
- Metka Furlan (*1955), indoevropska jezikoslovka, hetitologinja, etimologinja
- Miha Furlan (*1934), biokemik, hematolog
- Miha Furlan (*1969), šahist
- Nadja Furlan Štante, religiologinja
- Nejc Furlan (*1995), novinar
- Polona Furlan (*1977), pevka
- Rok Furlan (*1969), "kralj betona"
- Silvan Furlan (1953—2005), filmski kritik, publicist, cineast (organizator)
- Silvester Furlan - španski borec
- Slavko-Dušan Furlan (1921—1969), partizanski komandant, republiški sekretar za notranje zadeve (1966-69)
- Slavko Furlan - Slavc (1952—2007), grafični oblikovalec, slikar, risar
- Tomaž Furlan (1901—1960), zdravnik ftiziolog
- Tomaž Furlan (*1978), kipar, restavrator, večmedijski umetnik, doc. ALUO
- Ula Furlan (*1983), (filmska) igralka, TV-voditeljica
- Vanja Furlan (1966—1996), alpinist
- Vladimir Furlan (1933—2008), fotograf
- Vladimira Furlan /Vladimira Bratuž - "Laka" (1923—2006), arhitektka in kiparka

## Znani tuji nosilci priimka
- Mira Furlan (1955—2021), hrvaška igralka
- Paolo Furlan (*1978), slikar v Italiji